# Bariumacetat
Bariumacetat ist eine chemische Verbindung aus der Gruppe der Bariumverbindungen und Acetate mit der Konstitutionsformel Ba(CH3COO)2.

## Herstellung
Bariumacetat kann durch Reaktion von Bariumcarbonat oder Bariumsulfid mit Essigsäure dargestellt werden.
{\displaystyle \mathrm {BaCO_{3}+2\ CH_{3}COOH\longrightarrow Ba(CH_{3}COO)_{2}+H_{2}O+CO_{2}\uparrow } }
{\displaystyle \mathrm {BaS+2\ CH_{3}COOH\longrightarrow Ba(CH_{3}COO)_{2}+H_{2}S\uparrow } }

## Eigenschaften
Bariumacetat existiert in drei unterschiedlichen Kristallstrukturen: unterhalb von 24,7 °C als Trihydrat (CH3COO)2Ba · 3 H2O im monoklinen Kristallsystem, zwischen 24,7 °C und 41 °C als Monohydrat (CH3COO)2Ba · H2O im triklinen Kristallsystem und oberhalb von 41 °C in Form des wasserfreien Salzes. Letzteres kristallisiert im tetragonalen Kristallsystem in der Raumgruppe I41/a (Raumgruppen-Nr. 88) mit den Gitterparametern a = 990,1 pm und b = 2736,2 pm. In der Elementarzelle befinden sich 16 Formeleinheiten. Die Kristalle des Anhydrats sind nicht hygroskopisch.
Die Löslichkeitskurve hat in den Umwandlungspunkten deutliche Knicke.
Die Standardbildungsenthalpie von Bariumacetat beträgt −1486 kJ/mol.